# Марли, Кай-Мани
Кай-Мани Ма́рли (англ. 'Ky-Mani Márley, род. 26 февраля 1976 года в Фалмуте, Ямайка) — сын Боба Марли и чемпионки мира по настольному теннису Аниты Белнейвис. Музыкант, как и другие сыновья Боба Марли.

## Биография
«Я прожил жизнь, которую многие даже не смогут себе представить. Многие люди даже не знают половины вещей, которые я пережил».
Его мать Анита была в 70-х гг. одним из лучших игроков в настольный теннис в Карибском бассейне и одной из женщин, от которой у Боба Марли был внебрачный ребёнок. В возрасте 9 лет Кай-Мани вместе со своей матерью переехал в Майами, штат Флорида, США, но семья жила бедно. «Этот дом был хуже, чем тот, в котором мы жили на Ямайке», — говорит Кай-Мани, вспоминая о своём детстве.
В 1994 году он получил выплаты от недвижимости отца. «Я могу вам сказать — это было большим облегчением для меня, моей матери и моей тёти». Он благодарил Бога за то, что у него появились эти деньги.
Он любит свою семью, своих братьев и сестер, Риту — жену Боба Марли, которая оказывала ему помощь на ранних этапах становления его карьеры.

## Дискография
На фоне остального семейства Кай-Мани выделяется тем, что смело экспериментирует с фьюжном, регги и хип-хопом, что особенно заметно по его альбому Radio.
Он так же, как и его братья, пошёл по пути наименьшего сопротивления, составив свой дебютный альбом из каверов и дабов на песни своего отца, но после всё же нашёл свой уникальный характер в музыке.
- Father Like Son — 1996 г.
- The Journey — 1999 г.
- Many More Roads — 2001 г.
- Radio — 2007 г.
- Maestro — 2015 г.

## Гостевые участия
| Год  | Песня                                                              | Исполнители      | Альбом                        |
| ---- | ------------------------------------------------------------------ | ---------------- | ----------------------------- |
| 1997 | «Gotta be…movin’ on up» (при участии Кай-Мани Марли)               | P.M. Dawn        | Gotta be…movin’ on up (сингл) |
| 1997 | «Thank You Lord» (при участии Кай-Мани Марли)                      | Шэгги            | Midnite Lover                 |
| 2000 | «Equality» (при участии Кай-Мани Марли)                            | Afu-Ra           | Body of the Life Force        |
| 2007 | «Puff Puff Pass» (при участии Кай-Мани Марли)                      | Young Buck       | Buck the World                |
| 2008 | «Natural Mystic» (при участии Кай-Мани Марли)                      | Alborosie        | Soul Pirate                   |
| 2011 | «Rasta Love» (при участии Кай-Мани Марли)                          | Protoje          | 7 Year Itch                   |
| 2012 | «Your Love» (при участии Кай-Мани Марли)                           | The Dirty Heads  | Cabin by the Sea              |
| 2013 | «Zion Train» (при участии Кай-Мани Марли)                          | Alborosie        | Sound The System              |
| 2014 | «Smoke» (при участии Кай-Мани Марли)                               | Young Buck       | Back to the Street 2          |
| 2014 | «Live Another Day» (при участии Кай-Мани Марли)                    | Quique Neira     | Un amor                       |
| 2015 | «Bajito» (при участии Кай-Мани Марли)                              | Jencarlos Canela | Non-album single              |
| 2015 | «Bajito (Remix)» (при участии Кай-Мани Марли & Tito El Bambino)    | Jencarlos Canela | Non-album single              |
| 2015 | «Chillax» (при участии Кай-Мани Марли)                             | Farruko          | Visionary                     |
| 2019 | «Royalty» (при участии Кай-Мани Марли, Стеффлон Дон и Vybz Kartel) | XXXTentacion     | Bad Vibes Forever             |
| 2019 | «Yayo» (при участии Pitbull и Кай-Мани Марли)                      | Papayo           | TBA                           |

## Фильмография
Кай-Мани также строит актёрскую карьеру и на данный момент снялся в четырёх фильмах: Стрельба (2002), Одна любовь (2003), Гавань (2004) и Eenie Meenie Miney Moe (2013).